# Coryphantha poselgeriana
Coryphantha poselgeriana là một loài thực vật có hoa trong họ Cactaceae. Loài này được (D.Dietr.) Britton & Rose mô tả khoa học đầu tiên năm 1923.

## Hình ảnh

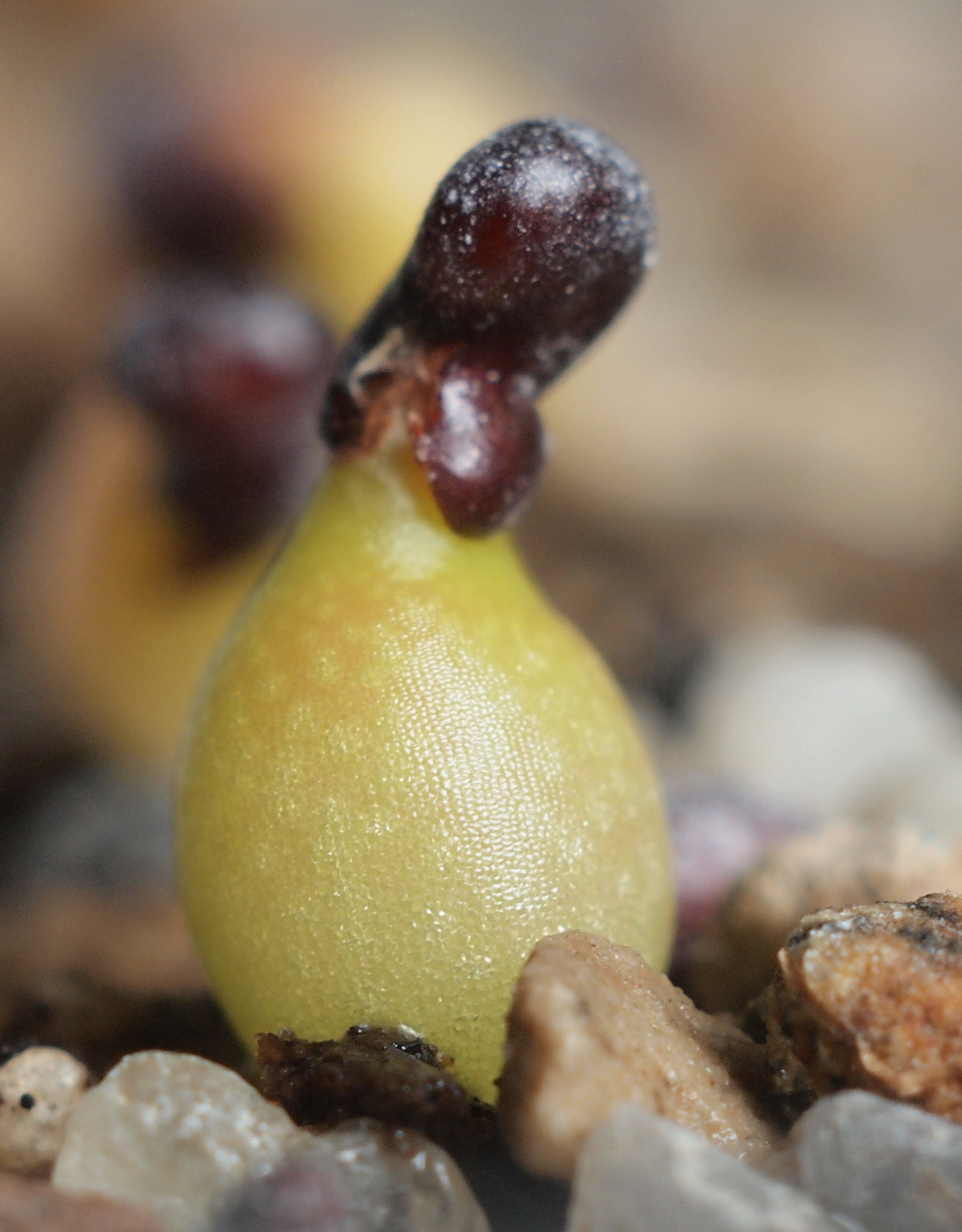
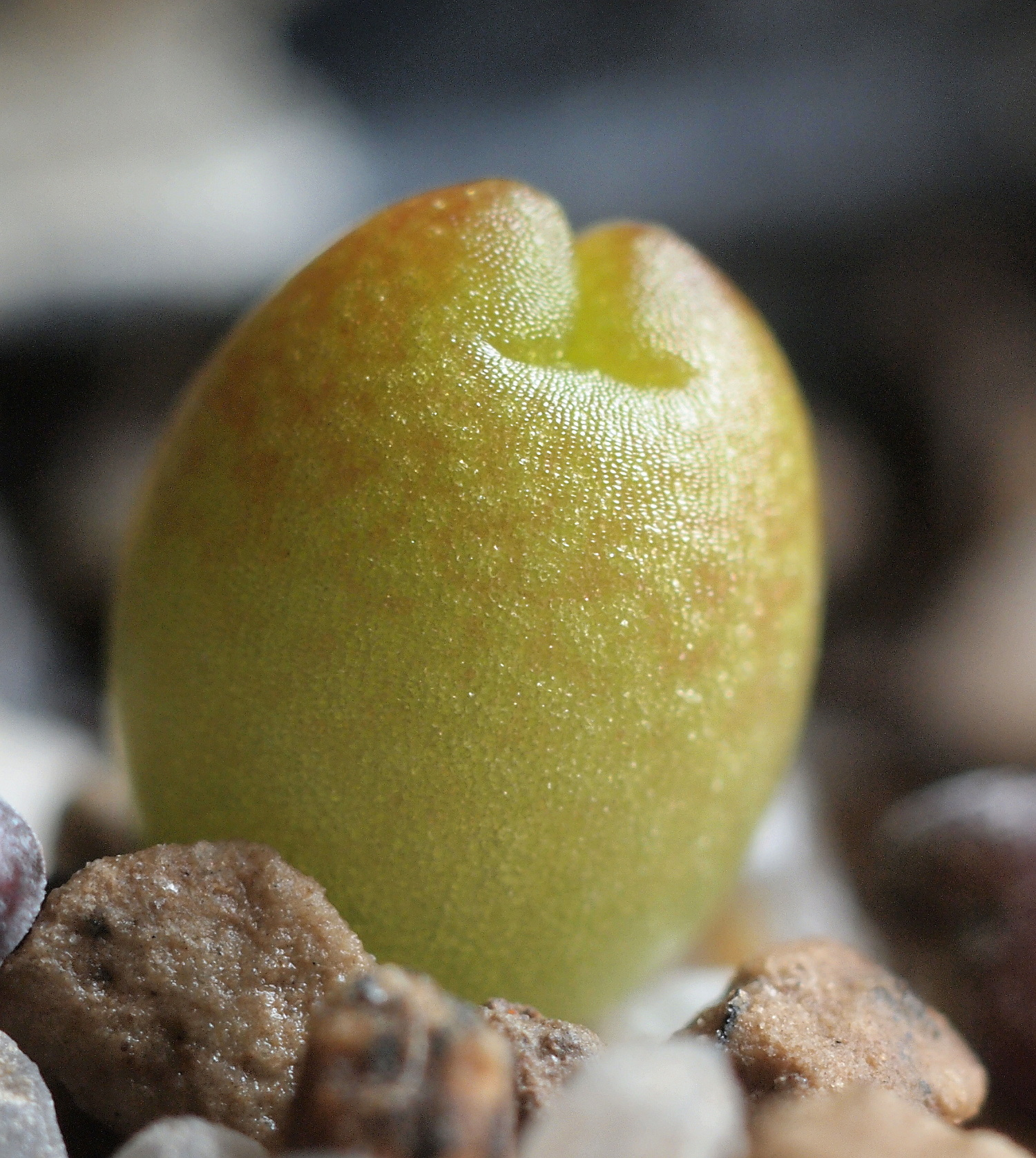
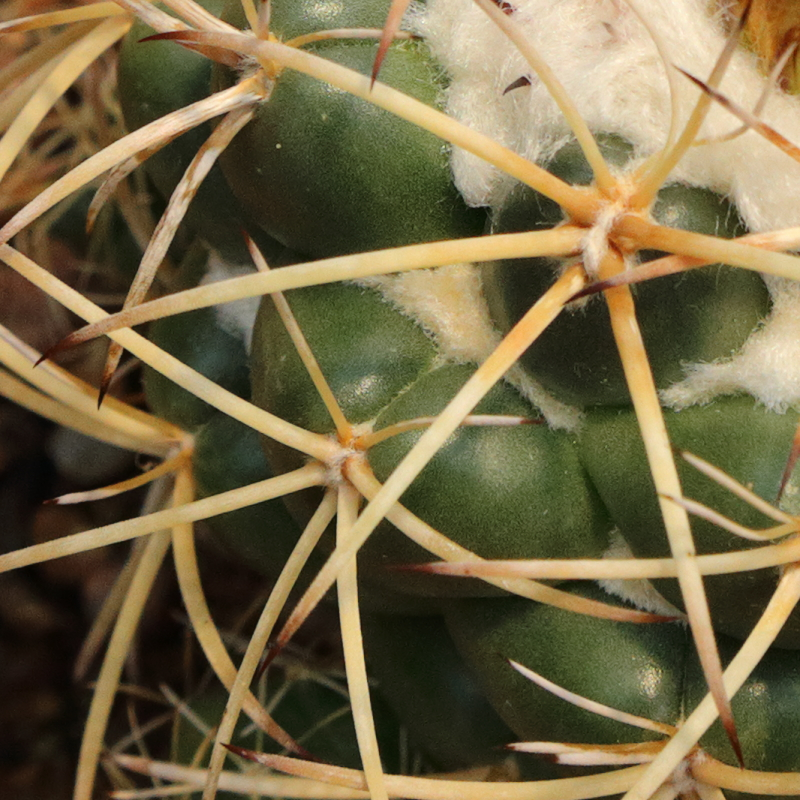